# Jakub Carvalho
Jakub Carvalho SJ, (pt.) Diogo Carvalho (ur. 1578, zm. 22 lutego 1624 w Sendai − błogosławiony Kościoła katolickiego, męczennik, ofiara prześladowań antykatolickich w Japonii, prezbiter.

## Życiorys
Po wstąpieniu do Towarzystwa Jezusowego w 1600 roku wysłany został na Daleki Wschód i tam w Makau otrzymał święcenia kapłańskie. Przez kolejne pięć lat duszpasterzował w Kioto (wtedy zwanym przez Europejczyków Meaco lub Miaco od jap. miyako - stolica). Gdy w 1613 roku siogun Hidetada Tokugawa wydał dekret, na mocy którego pod groźbą utraty życia wszyscy misjonarze mieli opuścić kraj, a praktykowanie i nauka religii zostały zakazane, wraz z wygnanymi wyjechał w roku następnym do Kochinchiny. Gdy w 1617 roku powrócił do Japonii, powołanie realizował ewangelizując wśród mieszkańców północnej wyspy Yezo (współcześnie Hokkaido), gdzie był pierwszym kapłanem i pierwszym Europejczykiem. Dzięki kontaktom z Ajnami pozostawił po sobie listowne relacje o autochtonach.
Gdy w latach 1623-1624 nasiliły się prześladowania chrześcijan wraz z grupą współwyznawców próbował ukryć się w górach. Wytropieni, zostali aresztowani i przewiezieni do Sendai, gdzie poddano ich torturom. Nikt z męczenników nie odstąpił od wiary, zaś Jakub Carvalho zmarł ostatni 22 lutego 1624 roku. Ciała pomordowanych porąbano i utopiono w rzece Hirose. Głowy pięciu zabitych udało się ukryć.
Jakub Carvalho znalazł się w grupie 205 męczenników japońskich beatyfikowanych 7 lipca 1867 roku w Rzymie przez papieża Piusa IX, zaś z braku udokumentowanych danych pozostający anonimowymi współmęczennicy nie doczekali się wyniesienia na ołtarze.
Dzienna rocznica śmierci jest dniem, kiedy wspominany jest w Kościele katolickim.